# مقاطعة لورينز (كارولاينا الجنوبية)
مقاطعة لورينز هي مقاطعة في كارولاينا الجنوبية، بلغ عدد سكانها 66٬537  نسمة، في 2010، عاصمتها لورنس، تبلغ مساحتها 1٬875 كيلومتر مربع.

## الموقع
تشترك في الحدود مع:
- مقاطعة سبارتنبرغ
- مقاطعة أبفيل
- مقاطعة أندرسون
- مقاطعة غرينوود (كارولينا الجنوبية)
- مقاطعة يونيون
- مقاطعة نيوبيري
- مقاطعة غرينفيل.

## التقسيمات الإدارية
- لورنس.

## أعلام
- روبرت ارتشر كوبر
- هنري غراي
- جوليا بيتركين
- غاري ديفيس